# Haimendorfer Forst

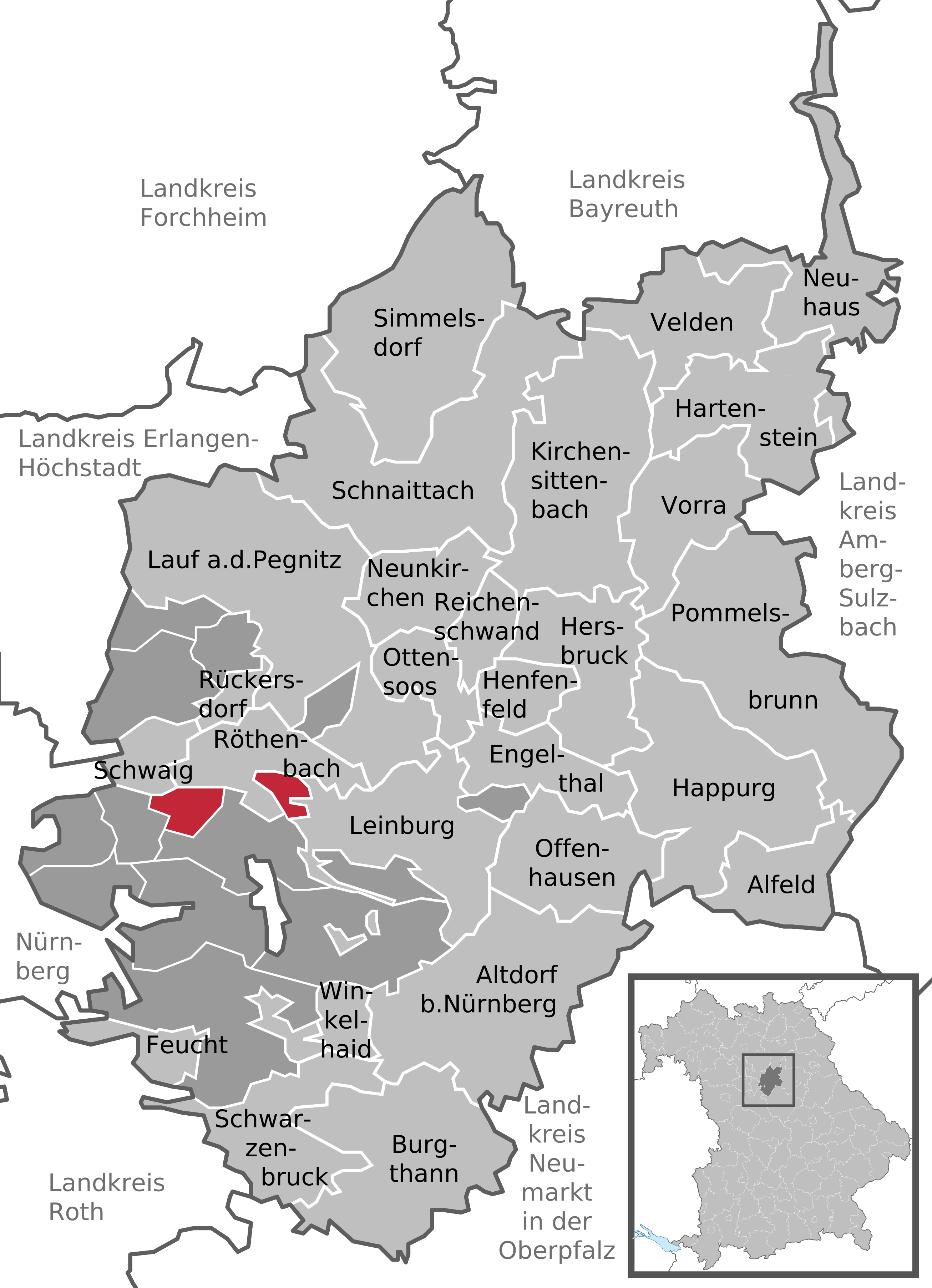
Lage des Haimendorfer Forst im Landkreis Nürnberger Land

Haimendorfer Forst ist ein gemeindefreies Gebiet und eine Gemarkung im mittelfränkischen Landkreis Nürnberger Land.
Die Fläche vom gemeindefreien Gebiet beträgt 7,526 km² und ist mit der Gemarkung deckungsgleich. Die Gemarkung ist in 60 Flurstücke aufgeteilt, die eine durchschnittliche Flurstücksfläche von 125426,32 m² haben.

## Lage
Der Staatsforst besteht aus zwei Teilflächen. Der größere Teil liegt südlich von Schwaig, der kleinere westlich von Diepersdorf im Lorenzer Reichswald. Zwischen den beiden Gebieten führt die Bundesautobahn 9 hindurch. Das westliche Gebiet wird im Nordosten vom Schneidersbach und dem Röthenbach durchflossen, im östlichen Teil verlaufen die beiden rechten Zuflüsse des Röthenbachs, der Finstergraben und der Geißgraben mit seinem Oberlauf Roggenbach.

## Bildergalerie

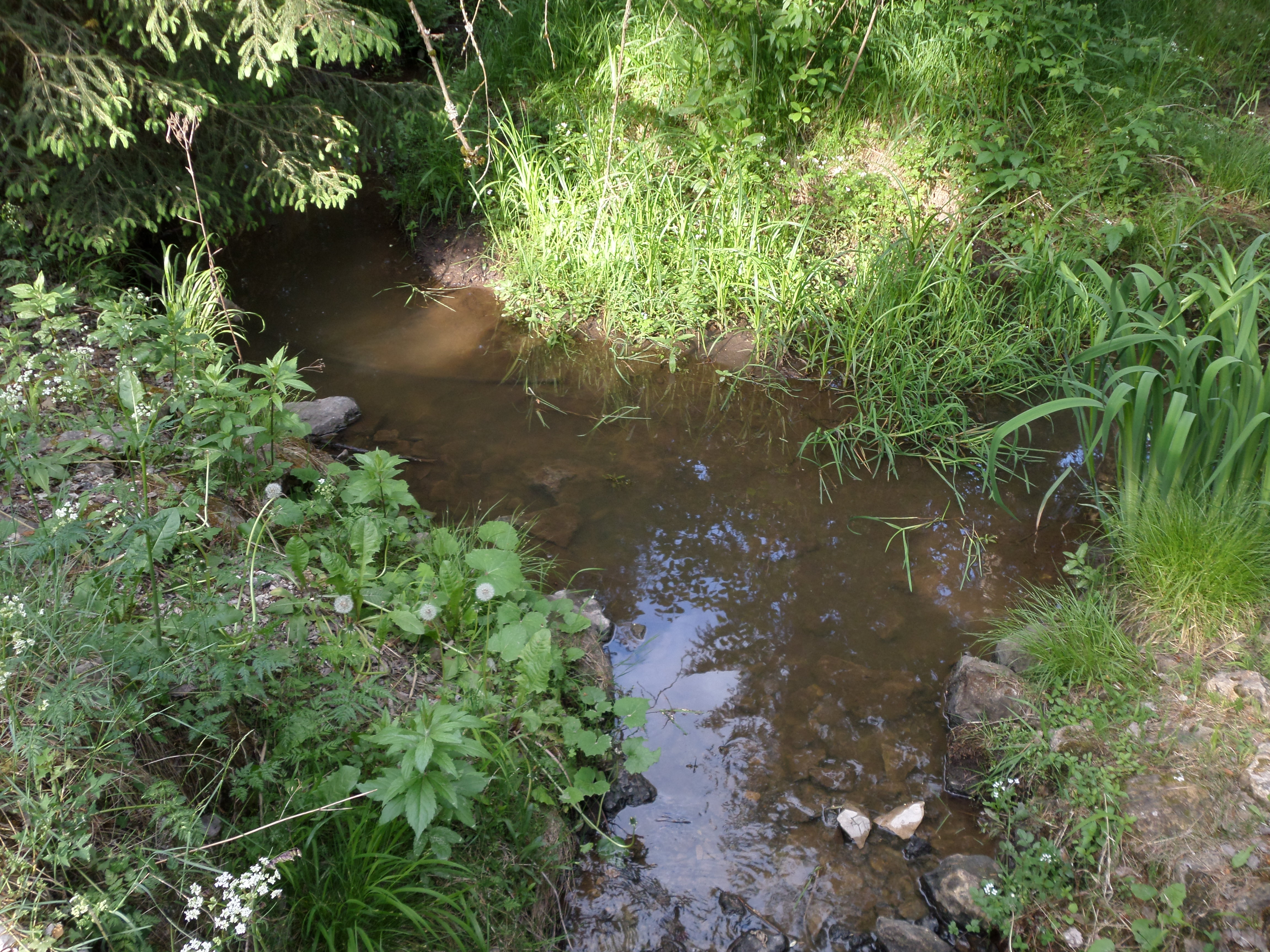
Schneidersbach im Haimendorfer Forst